# Розлуцька сільська рада
Ро́злуцька сільська́ ра́да — адміністративно-територіальна одиниця та орган місцевого самоврядування в Турківському районі Львівської області. Адміністративний центр — село Розлуч.

## Загальні відомості
Розлуцька сільська рада утворена в 1940 році.
- Територія ради: 22 км²
- Населення ради: 1268 осіб (станом на 2001 рік)

## Населені пункти
Сільській раді підпорядковані населені пункти:
- с. Розлуч

## Склад ради
Рада складається з 12 депутатів та голови.
- Голова ради: Шугало Михайло Васильович
- Секретар ради:

### Керівний склад попередніх скликань
| Прізвище, ім'я, по батькові  | Основні відомості                                                 | Дата обрання | Дата звільнення |
| ---------------------------- | ----------------------------------------------------------------- | ------------ | --------------- |
| Яворський Віктор Миколайович | Сільський голова, 1967 року народження, безпартійний              | 26.03.2006   | 31.10.2010      |
| Савчак Роман Миколайович     | Сільський голова, 1970 року народження, освіта вища, безпартійний | 31.10.2010   | 25.10.2015      |
| Шугало Михайло Васильович    | Сільський голова, 1988 року народження, освіта вища, безпартійний | 25.10.2015   |                 |

Примітка: таблиця складена за даними сайту Верховної Ради України та ЦВК

### Депутати VII скликання
За результатами місцевих виборів 2015 року депутатами ради стали:

#### За суб'єктами висування
| Суб'єкт висування | Кількість обраних депутатів | %      |
| ----------------- | --------------------------- | ------ |
| Самовисування     | 12                          | 100.00 |

#### За округами
| № округу | Прізвище, ім'я, по батькові  | Ким висунуто  | Дата нар.  | Освіта              | Партійна приналежність | Відомості                         |
| -------- | ---------------------------- | ------------- | ---------- | ------------------- | ---------------------- | --------------------------------- |
| 1        | Пузич Марія Михайлівна       | Самовисування | 08.01.1960 | професійно-технічна | безпартійна            | Розлуцька сільська рада, секретар |
| 2        | Мазник Ігор Іванович         | Самовисування | 04.01.1967 | загальна середня    | безпартійний           | Тимчасово не працює               |
| 3        | Маєвський Любомир Людвігович | Самовисування | 24.06.1984 | загальна середня    | безпартійний           | ЕЧЕ-6, електромонтер              |
| 4        | Лепіш Наталія Дем'янівна     | Самовисування | 05.01.1977 | вища                | безпартійна            | Розлуцький НВК, учитель           |
| 5        | Дудурич Василь Михайлович    | Самовисування | 29.11.1969 | загальна середня    | безпартійний           | Тимчасово не працює               |
| 6        | Курус Світлана Василівна     | Самовисування | 08.03.1992 | вища                | безпартійна            | Розлуцьке НВК, учитель            |
| 7        | Команяк Ганна Григорівна     | Самовисування | 12.04.1966 | загальна середня    | безпартійна            | ПОШТА, листоноша                  |
| 8        | Команяк Василь Зеновійович   | Самовисування | 22.06.1990 | вища                | безпартійний           | Турківське ЛГ, бухгалтер          |
| 9        | Дребот Микола Андрійович     | Самовисування | 22.10.1990 | вища                | безпартійний           | Львівська залізниця, монтер       |
| 10       | Яворський Іван Іванович      | Самовисування | 21.01.1967 | загальна середня    | безпартійний           | Пилорамщик                        |
| 11       | Библик Людмила Василівна     | Самовисування | 14.01.1966 | вища                | безпартійна            | Розлуцьке НВК, учитель            |
| 12       | Коцур Микола Миколайович     | Самовисування | 10.02.1966 | загальна середня    | безпартійний           | ВЧ-4, стрілець                    |